# 아키야마 도쿠조
아키야마 도쿠조(일본어: 秋山 徳蔵 あきやま とくぞう[*], 1888년 (메이지 21년) 8월 30일~1974년 (쇼와 49년) 7월 14일)는 메이지에서 쇼와 시대의 일본의 요리사이다. 다이쇼 시기부터 쇼와 시기에 걸쳐 궁내성 (후의 궁내청)에서 주방장을 맡았다. 위계는 정4위, 훈등은 훈3등이다. 프랑스 요리 아카데미 명예회원이다.
그의 생애를 그린 소설이나 드라마화 작품의 제목에서부터 알 수 있다시피 "천황의 요리사(天皇の料理番)"로 알려져 있다. 황실의 식탁을 맡아 궁중에서 열리는 공식 행사의 음식을 관장할 뿐만 아니라, 일본의 서양 음식 보급에도 큰 족적을 남겼다.

## 생애
1888년 (메이지 21년), 후쿠이현 이마다테군 무라쿠니무라 (쿠니타카무라 무라쿠니. 현 에치젠시 무라쿠니 산쵸메)에서 부유한 요리점의 차남으로 태어났다. 태어났을 때의 성은 타카모리(高森)였다. 타카모리가는 대지주로 촌장이었다. 어린 시절에는 진정되지 않는 성질이었다고 한다. 10살 때, 학교 친구가 선사의 동자승이 되어 있는 것을 보고, 자신도 되고 싶어 견딜 수 없어 억지로 들어가게 했는데, 그 선사에서도 장난이 멈추지 않았고, 1년만에 쫓겨났다고 한다 (동자승 시절의 법명은 토쿠유(徳有).) 타케후쵸 타치바나에 있었던 「八百勝」에서 일했다.
아키야마가 직접 쓴 『味』에서 슨 바에 의하면, 사바에에 있던 육군 연대를 방문했을 때, 식당에서 전에 맡아본 적 없는 고소한 냄새를 접한 것이 서양 요리와의 만남이었다고 한다. 본가 음식점이 36연대 장교 집회소를 운영하던 관계로 집회소를 찾았고, 그 때 처음 먹어본 양식 돈가스의 맛에 충격을 받아 서양 요리사가 되기로 마음을 먹었다. 고등초등학교를 졸업한 후, 16살에 단신으로 상경하여 화족회관 견습생으로 요리사로서의 경력을 시작했다. 그곳에서 3년간 일했으며, 주일 브라질 공사관, 츠키지 세이요켄에서 일했다. 세이요켄에서는 프랑스 호텔 리츠 파리 오귀스트 에스코피에 밑에서 사사한 제 4대 요리장 니시오 마스키치 밑에서 배웠고, 니시오를 본따 프랑스 행을 결심하고, 퇴근 후 요리 원서를 들고 프랑스어 과외를 다녔다. 그 후, "토요켄" 미타 본점의 3대 주방장에 취임했다.
1909년 (메이지 42년)부터 본격적인 서양 요리 수업을 위해, 사비로 프랑스로 건너갔다. 같은 시대에는 요리사 수업을 위해 유럽으로 건너가는 것은 드문 일이었다. 베를린 호텔 아드론 조리장을 거쳐, 파리 주재 일본 대사관의 소개로 호텔 마제스틱 주방에서 2년간 수업을 했다. 고생 끝에 요리 솜씨를 인정받게 되었다. 그 후, 카페 드 파리에서 반년, 호텔 리츠 파리에서 오귀스트 에스코피에 밑에서 반년 일했다.
1914년 (다이쇼 3년)으로 예정된 다이쇼 천황 즉위식을 앞두고 (실제로는 같은 해 4월, 쇼켄 황태후가 붕어하면서 이듬해로 연기되었다), 외국 빈객들에게 본격적인 프랑스 요리를 제공할 수 있는 주방장으로 1913년 (다이쇼 2년), 파리 주재 일본 대사관의 추천으로 궁내성에 초청되어 귀국하였다. 도쿄구락부 요리부장을 거쳐, 신설된 궁내성 다이젠료 초대 주방장으로 임명되었다. 덧붙여 같은 해 7월, 하숙집의 외동딸 아키모토 토시코와 결혼해, 아키야마가에 입적하여, 아키야마 성씨가 되었다. 1915년 (다이쇼 4년)에 행해진 다이쇼 천황의 어대전에서 18개국의 빈객을 본격적인 프랑스 요리로 대접했다. 이때, 시코츠호산의 일본가재 4000마리를 혼슈로 운반하여, 그 중 3천마리가 어대전에서 사용되고, 나머지는 어용저가 있는 닛코에 방류되었다.
1920년, 궁내성의 명으로 다시 프랑스에 건너가 연구를 계속 하였으며, 1921년, 황태자 히로히토 친왕의 유럽 방문 시, 일행을 수행하여 각국 주최 만찬 현장을 견학하였다. 그 후, 미국으로 건너가 뉴욕의 유명 레스토랑을 순방하고 1922년에 귀국했다.
1923년 (다이쇼 12년), 1600쪽에 이르는 『불란서 요리전서(仏蘭西料理全書)』를 간행했다. 『불란서 요리전서(仏蘭西料理全書)』는 1966년 신판이 간행되는 등, 제 2차 세계대전 이후에 이르기까지, 서양요리를 배우는 사람들의 "바이블"로 여겨졌다. 이 밖에 일반인을 대상으로 『味』 등의 서적을 간행했다. 1971년 (쇼와 46년)에는 프랑스 요리 아카데미 명예 회원, 파리 조리사 협회 명예 회원, 프랑스 주방장 협회 회원이 되었다.
황실에 대한 충성심이 두터운 것으로 알려져 있다. 또한, 요리 기술의 향상을 위해서는 탐욕스럽지만 겸허하게 배우는 자세도 알려졌으며, 때로는 뛰어난 기술을 가졌지만, 세간에서는 격이 떨어지는 요리사에게도 고개를 숙여 배우려는 자세가 보였다고 한다.
쇼와 시대에 이르러서는, 쇼와 천황의 "잊혀져가는 향토요리를 기록하라"는 의사에 따라, 아키야마가 동북 지방의 향토 요리를 조사하고, 그 식단 등에 대한 기록을 적거나, 만주국 황제 아이신기오로 푸이가 일본을 방문했을 때, 푸이가 주최한 식사회에서는 만주 요리의 조리를 아키야마 스스로가 한 것 등이 전해지고 있다.
1972년 (쇼와 47년), 84세의 나이로 현역에서 은퇴하였다. 1973년 (쇼와 48년)에 훈3등 서보장을 수훈받았고, 이듬해에 사망했다. 1974년 (쇼와 49년), 사후에 종4위, 이어서 바로 정4위에 올랐다.

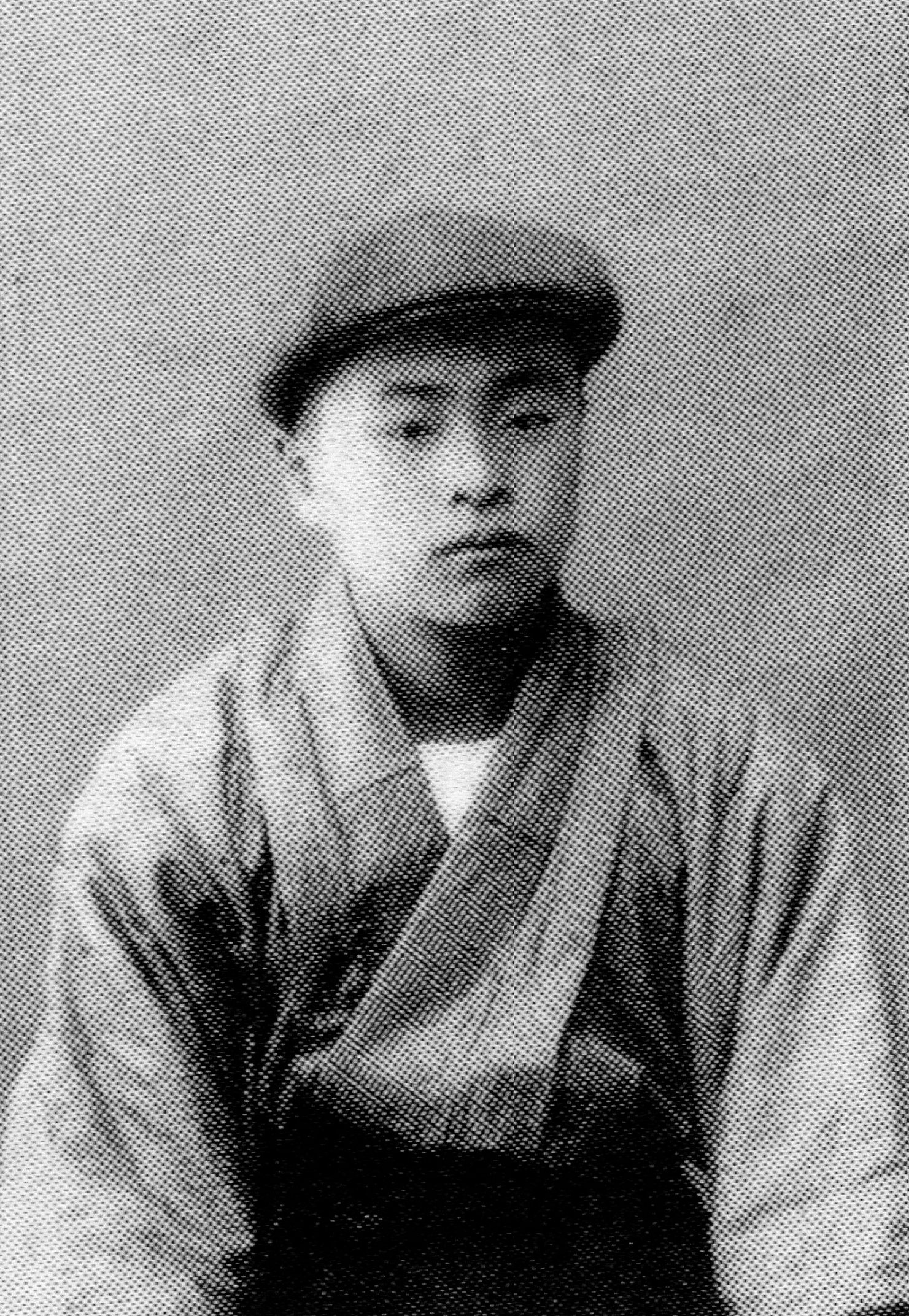
소년 시절의 타카모리 토쿠조
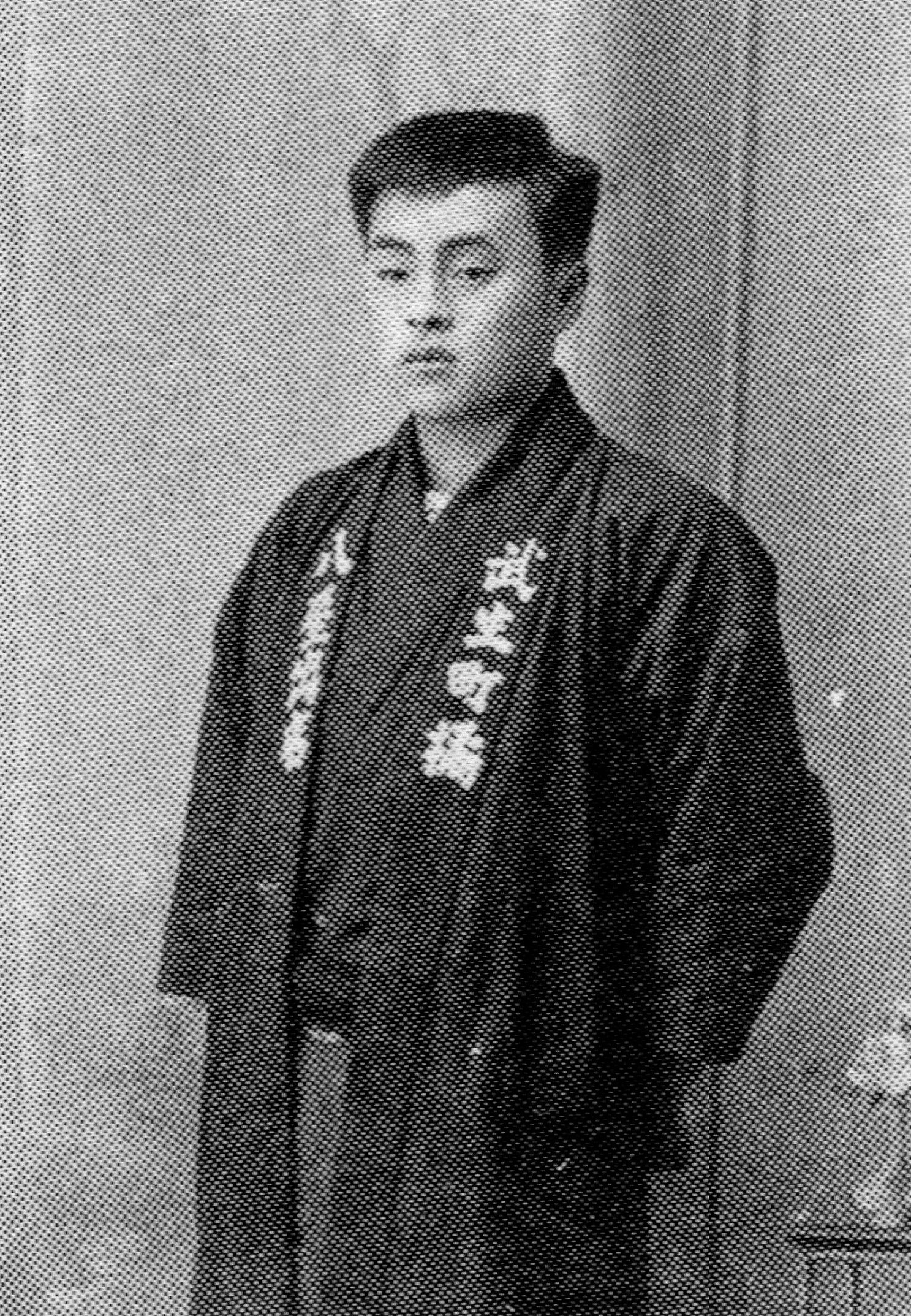
타케후정에서 일하던 타카모리 토쿠조
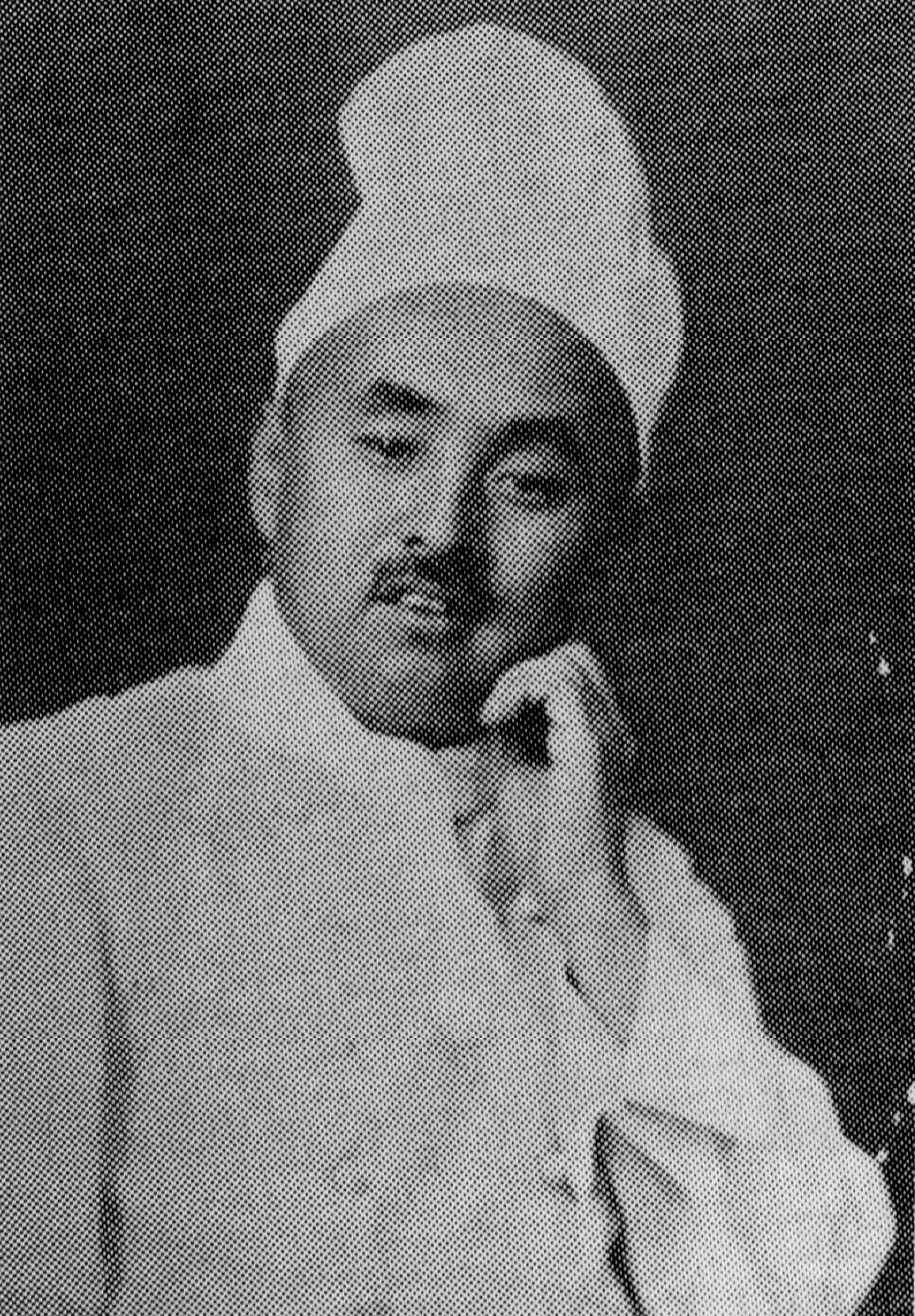
다이쇼 2년 (1913년), 궁내성 다이젠료 주방장에 취임할 무렵의 아키야마 토쿠조 (취임은 같은 해 11월로, 그에 앞서 같은 해 7월에 결혼하여 아키야마가의 데릴사위가 되었다)
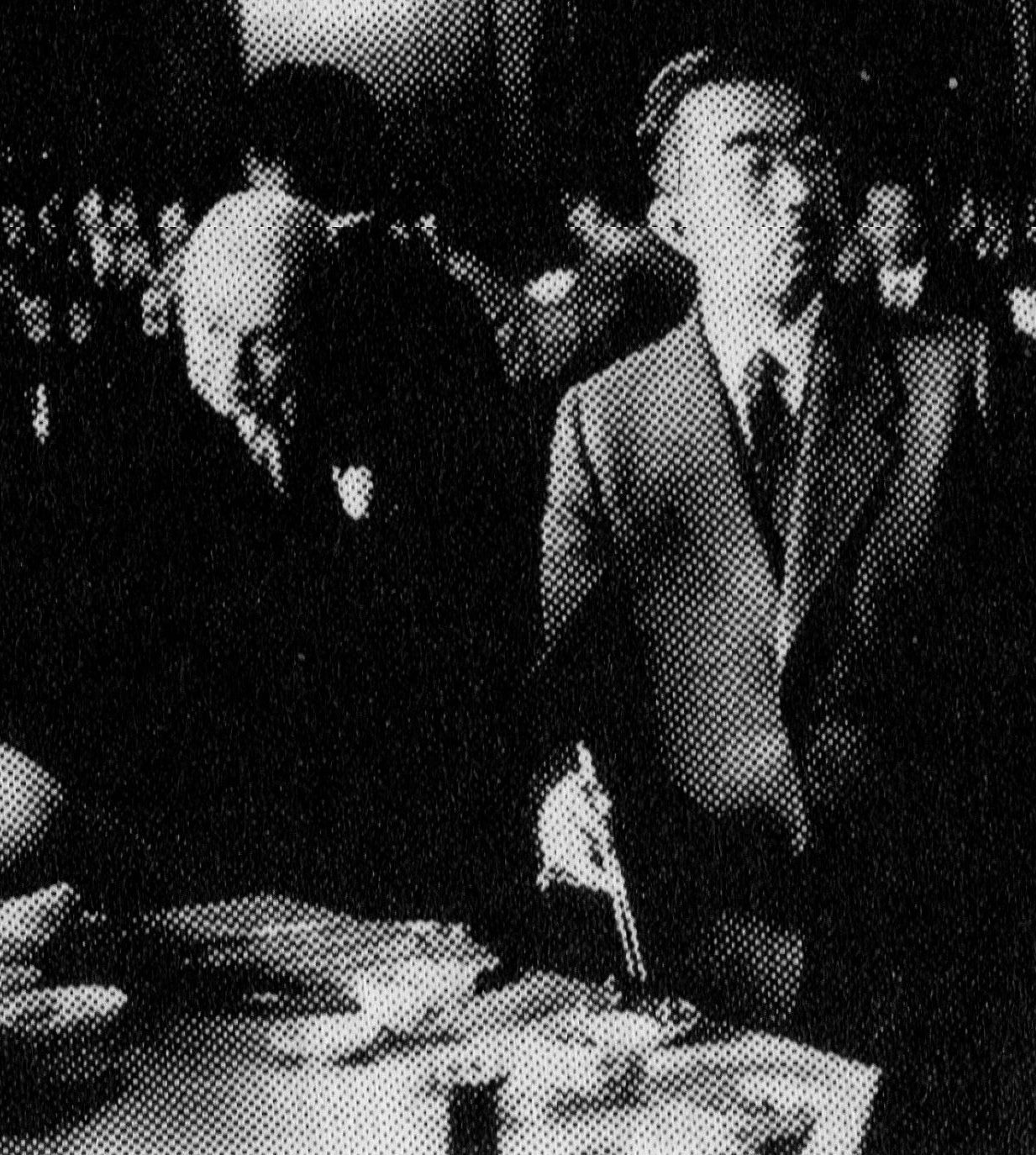
쇼와 24년 (1949년)경 황궁 입식연에서 아키야마 토쿠조 (왼쪽), 초밥을 집는 쇼와 천황 (오른쪽)

## 가족
- 아내 : 아키모토 토시코 ( - 1928년)
  - 자녀 : 마사시(匡)
  - 자녀 : 에이코(栄子)
  - 자녀 : 테츠조(鉄蔵)
- 계처 : 키시모토 키쿠
  - 자녀 : 사부로(三郎)
  - 자녀 : 시로(四郎)

## "잊을 수 없는 두 부인"

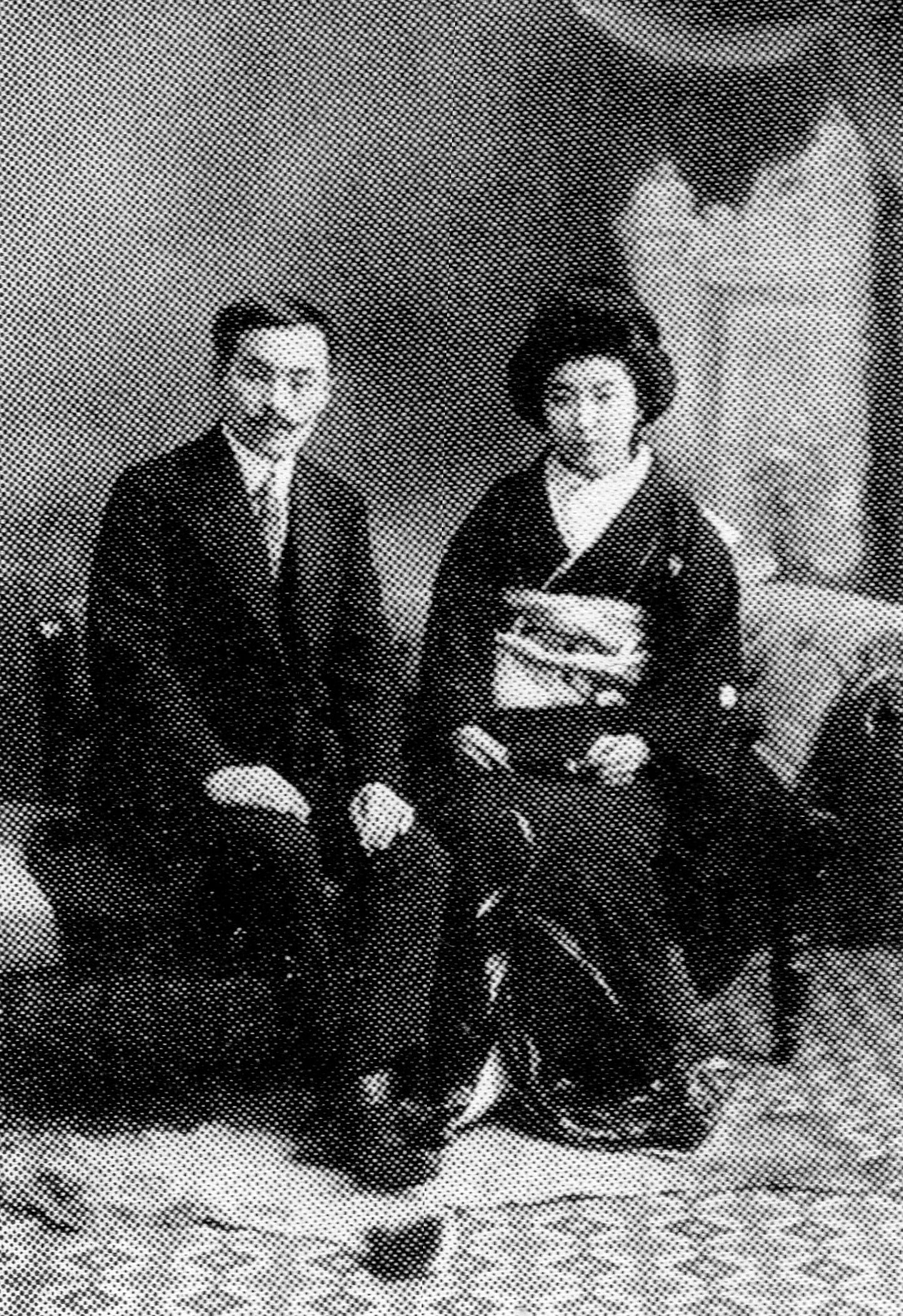
아키야마 토쿠조와 토시코. 토시코와는 1928년에 사별했다.

아키야마는 "일렬로 쓰는 것은 아깝지만"이라고 전제한 다음, "잊을 수 없는 두 부인"으로서, "한 사람은 데이메이 황후님, 다른 한 사람은 돌아가신 전처 (역주=아키야마 토시코)"를 자서전에 써 아래와 같이 회상했다.

### 전처 토시코
전처 토시코와는 토쿠조가 26세 때 결혼했다 (당시 토키코는 17세. 같은 해 8월에 토쿠조는 만나이로 25세가 되었으므로, 토쿠조의 전후 저서에서의 회상이라고는 하지만, 두 사람 모두 세는 나이라고 셍각된다). 후타바여학교에 다니는 열성적인 천주교 신자였다고 한다. 아키야마에 의하면 "마음씨 착한 여자"로, "이 아내를 열애하고 있었다. 온 세상에 비교할 수  없는 좋은 아내였다"라고 한다.
그래서 그들 부부의 셋째 아이가 6살이 되었을 때, 토시코가 폐결핵에 걸려 누워버린 뒤로는 세상이 캄캄해지는 기분이었다고 한다.
발병한 지 1년 반만에 중증이 되어, 가래도 스스로 뱉을 수 없게 되어 아키야마가 그때그때 흡입해 주었다.
토시코가 죽은 후, 아키야마는 얼빠진 듯, 장례 기간 35일 동안 근무를 사양하고 집에 틀어박혔다고 한다.

#### 토시코가 맡긴 방울
토시코는 임종 때, 아키야마를 머리맡으로 불러 자신의 지갑에 달려있던 방울을 아키야마 손에 쥐어주고 다음과 같이 말했다고 아키야마가 자서전에서 말했다.
```
「단 한가지, 제 걱정은 당신이 짜증을 내고 계신다는 것입니다. 당신의 일은 정말 다할 나위 없이 중요한 일입니다. 부탁이니 관공서에 오실 때, 사카시타몬으로 들어가실 때 이 방울을 울려주세요. 그리고 제가 걱정하고 있다는 것을 기억해주세요 (たったひとつ、わたくしの心配なことは、あなたが癇癪もちでいらっしゃることですの。あなたのお仕事は、ほんとに、この上ない大事なお仕事です。お願いですから、役所へいらっしゃいますとき、坂下門をおはいりになりますときに、この鈴を鳴らしてくださいませ。そして、私が心配しておりますことを、思い出してくださいませ)」
```

그렇게 말하고 나서 토시코(釋尼俊光大姉)는 사망했다. 그 후, 아키야마는 그 방울을 항상 호주머니에 넣고 다녔으며, 사카시타몬을 들어갈때면 그것을 울려 자신의 마음의 시원함을 느켰다고 한다.

### 데이메이 황후
"황태후님" (데이메이 황후)으로부터는, 전처 토시코를 잃은 아키야마에 대한 위로의 말과 선물이 있었기 때문에, 토시코의 기일에 감사의 말씀을 드리기 위해 아오야마의 오오미야 고쇼에 갔더니, 황태후궁 다이부 이리에 타메모리를 통해서 아키야마에게 일체의 인형을 하사했다고 한다. 처음에는 그 인형의 뜻을 몰랐지만, 데이메이 황후가 남편 다이쇼 천황을 잃은 지 얼마 되지 않았을 때라, "가장 사랑하는 아내를 잃은 내마음을 정말 이해하셨을 것이다. 그리고, 이 인형의 의미는, 남아있는 아이들을 귀여워하며 기르라는 마음일 것이다"라고 추측했다.
그렇게 생각하니 갑자기 눈물이 흘러나와, 우는 얼굴을 통행인들에게 보이고 싶지 않아 일부러 어두운 길을 택해 집까지 돌아갔다고 한다.

#### 여행을 마치고 급히 귀경한 아키야마를 걱정하다
아키야마는 숙박하면서 먼 곳으로 경마 관전을 가는 취미가 있었다. 어느 날 (쇼와 시대), 오사카 방면으로 경마 관람을 가고 있었는데 숙소인 오사카 호텔로 궁내청 다이젠료에서 전화가 걸려왔다. 그에 의하면, "오오미야님" (황태후=데이메이 황후)이 중화 요리로 손님을 대접하고 싶다고 하고, 다이젠료 직원이 아키야마는 지금 경마 관전으로 멀리 나가있다고 하자, 그렇다면 아키야마가 돌아온 후부터라도 좋다고 했다는 그 말을 들은 아키야마는 "그런가, 그럼 곧 돌아가겠다"며 야간 열차로 급히 귀경했다.
이를 알게 된 데이메이 황후는 "굳이 돌아오지 않아도 되었는데..."라며 아키야마를 챙겼던 일이 뒤늦게 아키야마의 귀에 들어왔다. 그 후, 아키야마는 경마 관전으로 멀리 나가는 것을 그만 두었다고 한다.

#### 데이메이 황후의 주방 방문 소식을 듣고 감회가 극에 달하다
1936년 (쇼와 11년) 11월 27일, 갑자기 황태후 (데이메이 황후)가 다이젠료 주방을 시찰하게 되었다.
메이지 이후, 아키야마가 아는 한, 황족이 주방을 방문하는 일은 전대미문이었으며, 원래 귀인이 주방에 접근하는 것을 기피하는 풍습이 일본에 있었다. 아키야마는 그것은 쇼와 천황의 어머니, 그리고 여성으로서 주방을 보고싶은 자연스러운 마음에서였을 것이라고 추측하고 감격했다.
황태후 주방 시찰 소식을 듣고 아키야마에게는 생각하는 바가 있어 궁내성 내 이발소에 가서 얼마 남지 않은 머리를 삭발해 버렸다. 당시 아키야마는 독일 방문 때 사온 빗으로, 발등처럼 생긴 머리를 후줄근하게 빗고 있었기 때문에, 관공서 내에서는 주방장의 빗으로 불리며 일종의 명물이 되었지만, 머리카락이란 요리사의 일에 아무런 도움이 되지 않아, 설사 주방장모를 쓰고 있어도 머리카락에 묻은 쓰레기가 요리에 떨어지지 않는다는 걱정도 하고 있었다. 그런 모순을 자신의 안에 품고 있다가 황태후의 주방 시찰을 앞두고 머리에 대한 미련을 끊기로 결심한 것이다. 황태후 방문 후, 측근이 아키야마를 이를 계기로 머리를 삭발해 버렸다는 사실을 올리자, 황태후는 "이런,이런, 그걸 알았으면 모자를 벗겨볼 걸 그랬어"라는 농담을 했다고 아키야마는 전해 들었다.
그 후, 아키야마의 머리카락도 아키야마의 뜻을 알아차렸는지, 줄어드는 방법의 속도를 증가시켜 "갓 캐낸 새로운 감자"라고 요시카와 에이지가 형용하게 되었다고 한다.

## 평가
모리에다 타카시는 궁중 오찬ㆍ만찬을 통해 일본 내 "서양 요리"의 체계화된 스타일을 만들어낸 점, 대규모 궁중 행사 협력에 나선 일반 가게 요리사 지도를 통해 일반 가게에 영향을 끼친 점 등을 들어 "일본 음식을 바꾼 인물"이라고 평가하고 있다. 그 영향력이 커서 제자 중에는 가업으로 요리사를 세습하고 있는 사람도 있을 정도이다.
2015년, 아키야마가 수집한 궁중 만찬 등의 식단을 기재한 카드가 유족들에 의해 맛의 소식 문화센터에 기증되었다.

## 저서
- 『仏蘭西料理全書』 (秋山編纂所出版部. 1923년)
  - 『新フランス料理全書』 (有紀書房. 1966년)
- 『カクテル (混合酒調合法)』 (東京・国際料理研究所. 1924년)
- 『味』 (東西文明社. 1955년)：요시카와 에이지가 서문을 썼다.
  - 『味 天皇の料理番が語る昭和』 (中央公論新社 (中公文庫). 2005년. 신판 2015년)
- 『舌』 (東西文明社. 1957년)： 序文吉川英治
  - 『舌 天皇の料理番が語る奇食珍味』 (中央公論新社 (中公文庫). 2008년)
- 『味の散歩』 (産経新聞社. 1956년. 三樹書房. 1993년. 中公文庫. 2015년 7월)
- 『料理のコツ』 (有紀書房. 1959년. 신판 1984년. 中公文庫. 2015년 9월)
- 『味と舌』 (有紀書房. 1962년)
- 『テーブル・マナーのすべて』 (有紀書房. 1963년)
- 『料理ひとすじ』 (有紀書房. 1967년)
- 『秋山徳蔵選集』 (全2巻：みき書房. 1975 - 1976년)

## 아키야마를 연기한 배우
- 사카이 마사아키 - 『천황의 요리사 (天皇の料理番)』 (1980년, TBS), 배역명 아키야마 토쿠조(秋山篤蔵)
- 타카시마 마사노부 - 월요 드라마 스페셜 『천황의 요리사 (天皇の料理番)』 (1993년, TBS), 배역명 아키야마 토쿠조(秋山篤蔵)
- 이시이 마사노리 - 역사비화 히스토리아 『궁정요리의 무대 뒤에 오신 것을 환영합니다 ~천황의 요리사 아키야마 토쿠조~(宮廷料理の舞台裏にようこそ 〜天皇の料理番 秋山徳蔵〜)』 (2013년 10월 23일, NHK)
- 사토 타케루 - 『천황의 요리사 (天皇の料理番)』 (2015년 4월. TBS), 배역명 아키야마 토쿠조(秋山篤蔵)

## 같이 보기
- 다이젠시키
- 후쿠바 하야토 - 궁내성 다이센토. 아키야마가 입성한 당시의 상사
- 쿠리노 신이치로 - 주 프랑스 대사. 아키야마를 궁내성에 추천했다